# Fotografía subacuática

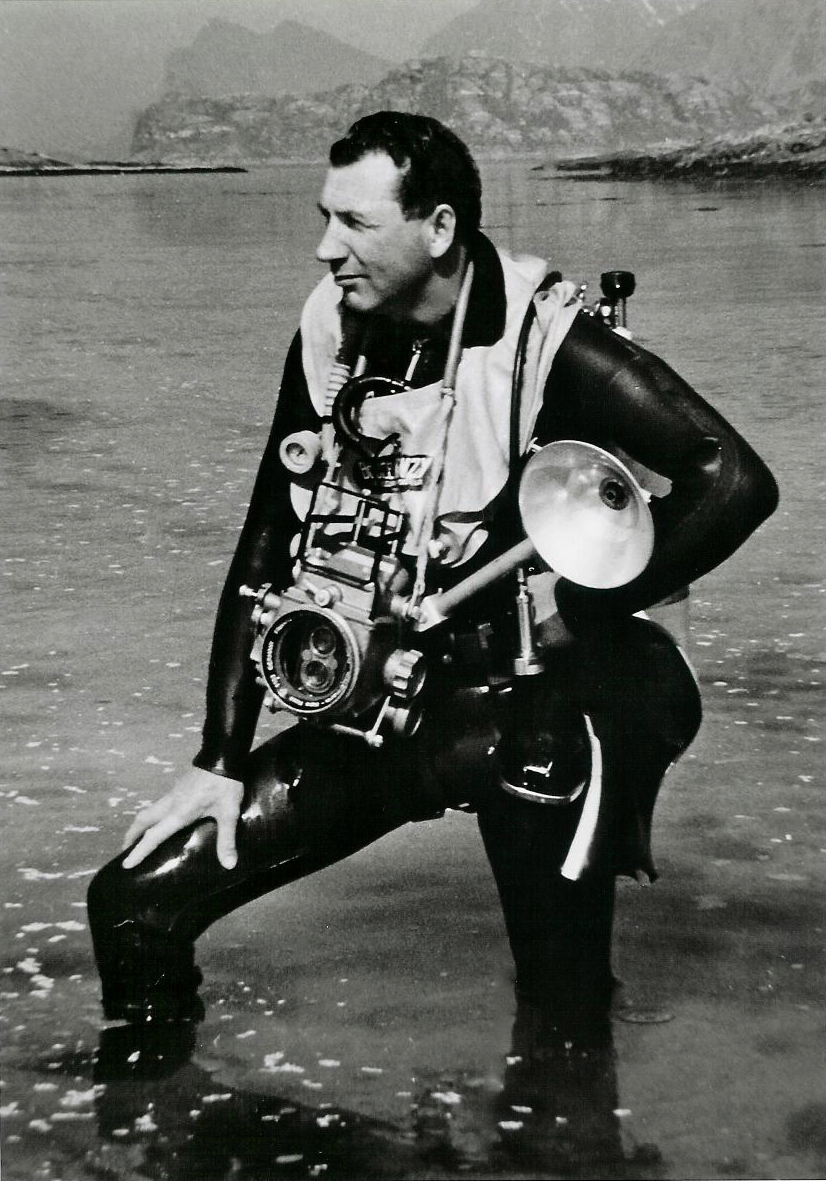
Pionero noruego Odd Henrik Johnsen buceo con cámara bajo el agua (1960)

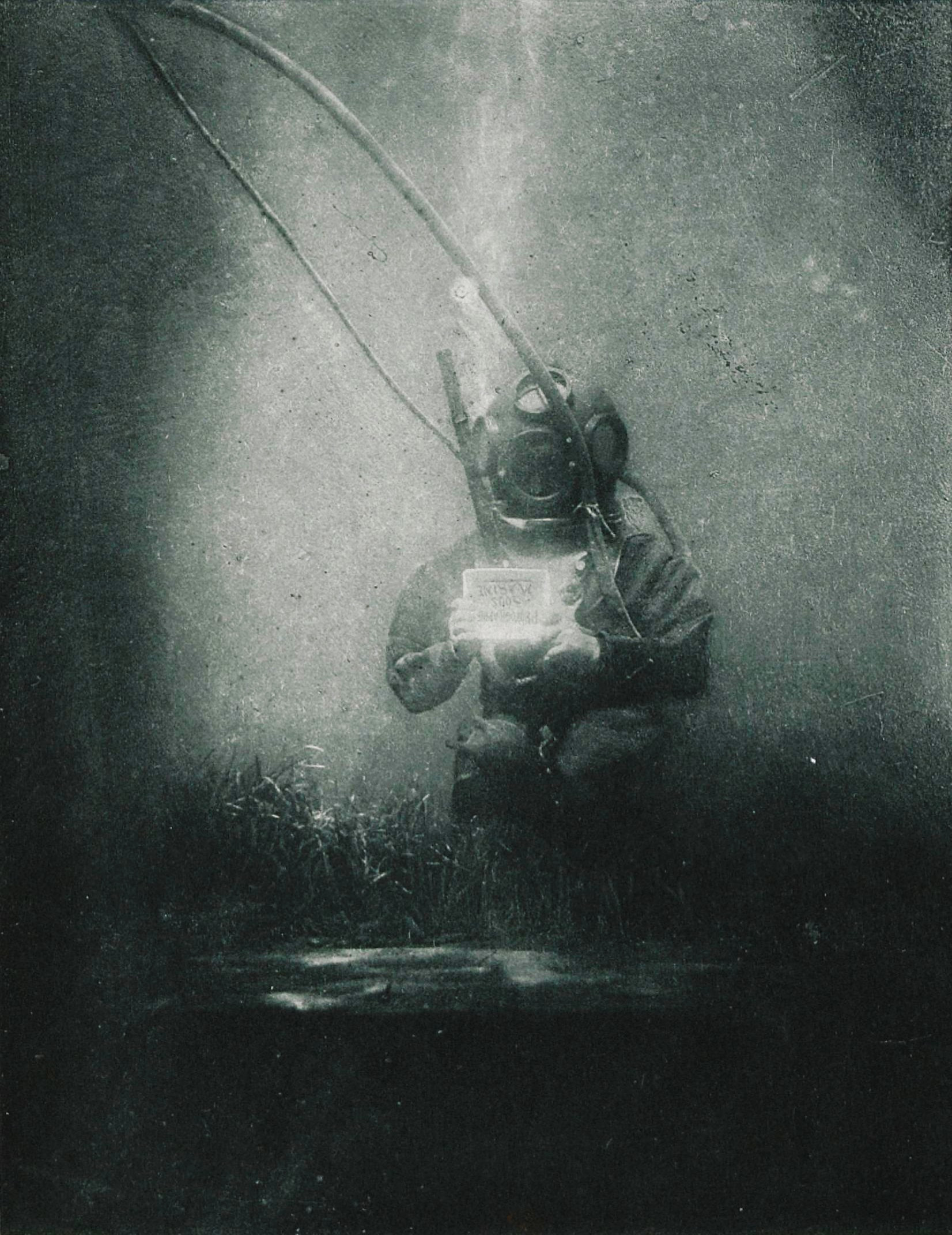
Submarinista Emil Racovitza siendo fotografiado en 1899 por Louis Boutan en el Observatorio de Oceanografía de Banyuls-sur-Mer, en Francia.

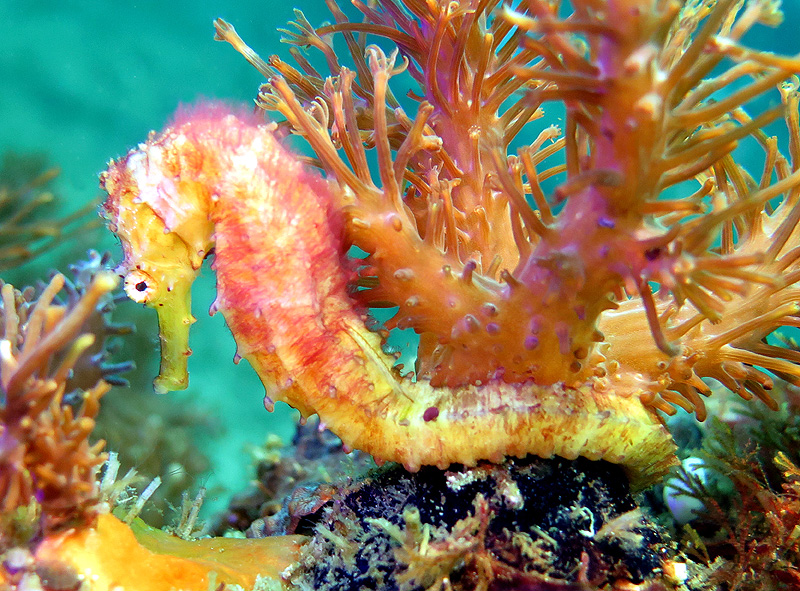
Macrofotografía subacuática de un hippocampus.

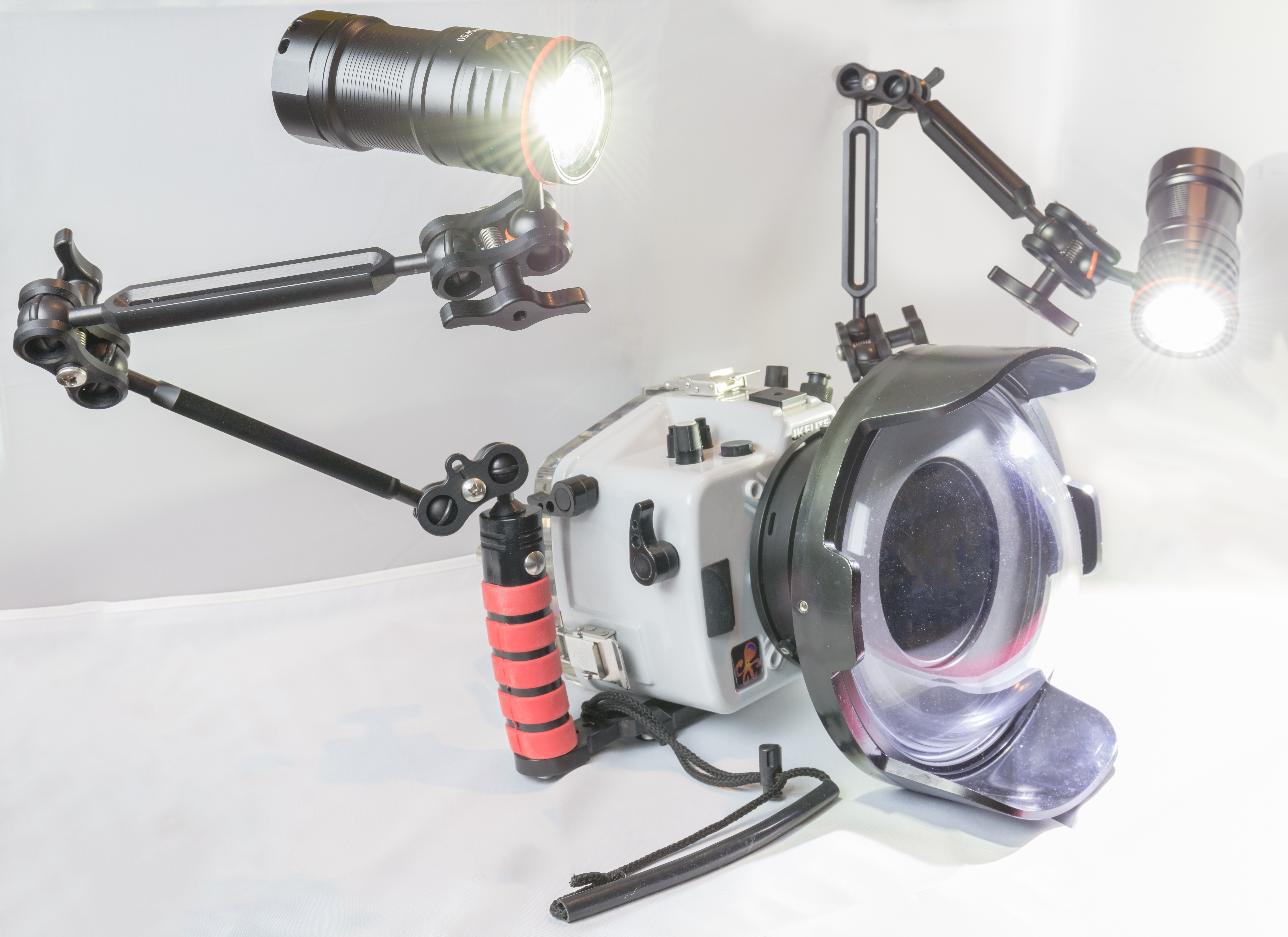
Equipo para fotografía subacuática de gran angular.

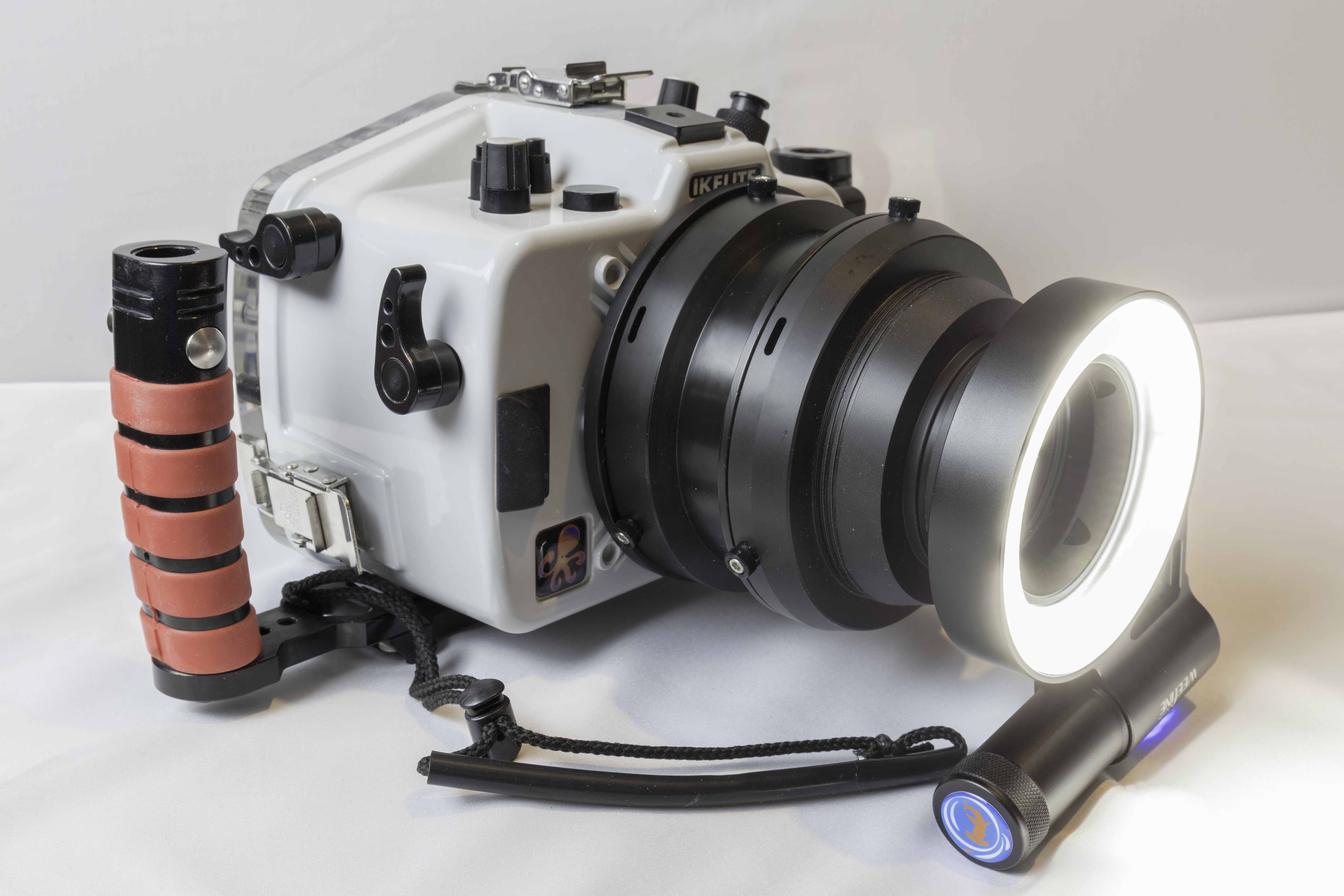
Equipo para fotografía subacuática macro.

La fotografía subacuática es la especialidad fotográfica desarrollada para poder realizar fotografías en inmersión. La fotografía subacuática es una modalidad muy practicada en el buceo deportivo y en el estudio de la biología marina. La Federación Española de Actividades Subacuáticas (FEDAS), así como organizaciones internacionales de buceo como la Confederación Mundial de Actividades Subacuáticas (CMAS) tienen especialidad competitiva en la toma de imágenes subacuáticas. En España, la FEDAS puso en marcha en 1999 un plan de enseñanza de la Fotografía subacuática con la formación en primer lugar de más de cuarenta instructores, repartidos por toda la geografía española. Estos instructores a su vez, junto a un equipo de personas pertenecientes al comité de imagen de FEDAS, han contribuido al desarrollo y creación de los diferentes niveles de enseñanza. Además, la fotografía subacuática se ha planteado por la FEDAS y otras organizaciones inetrnacionales de buceo deportivo, como una alternativa competitiva y "eco-amigable" a la tradicional pesca recreativa.
Pero más allá de su valor estético la fotografía subacuática es la mejor o incluso la única opción que tienen los científicos para documentar sus descubrimientos en ambientes marinos. Se trata, pues, de una especialidad fotográfica muy utilizada por diferentes ciencias entre las que cabe mencionar: arqueología subacuática, biología marina o de aguas continentales, ecología u oceanografía.

## Dificultades técnicas

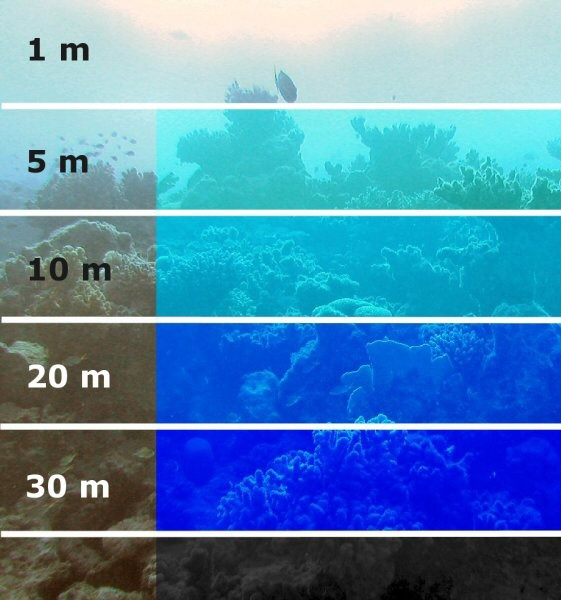
Disminución de la intensidad luminosa por efecto del aumento de profundidad.

Las dificultades fotográficas que plantea el medio subacuático a los fotógrafos son:
1. La altísima presión que experimentan los fotógrafos bajo el agua, hace que los equipos fotográficos deban ser no sólo estancos sino resistentes a la presión, o bien protegidos en el interior de cajas estancas especiales. Así, para la obtención de esas imágenes se precisan cámaras fotográficas con características especiales. Para utilizar cámaras fotográficas convencionales, las mismas se las protege colocándolas en unas “cajas” especiales que permiten manejarlas sin que se mojen, pero debido a que estas cámaras no están diseñadas para tomar imágenes acuáticas, se debe tener precaución con los niveles de inmersión de la misma, ya que al no estar diseñadas para ese tipo de captura de imagen, la cámara pueda sufrir daños irreparables debido a los niveles de presión experimentados bajo el agua.
2. La falta de luz del entorno subacuático conforme aumenta la profundidad y el efecto de filtrado selectivo de los colores al descender en la columna de agua, hace que habitualmente se deban emplear sofisticados equipos de iluminación para restaurar la coloración original de los sujetos fotografiados.
3. La difracción del agua, hace que los objetivos fotográficos aumenten su longitud focal con respecto a la que tienen en la fotografía subaérea; dificultando la buena toma de imágenes.

## Historia
William Thompson, junto con su compañero y amigo Kenyon construyeron una caja metálica en la que insertaron una cámara fotográfica. Su objetivo principal era poder tomar fotografías submarinas en Weymouth Bay, Inglaterra. Las exposiciones que tomaron se realizaron en placas de vidrio de 4 por 5 pulgadas; además, el obturador de velocidad se activaba desde la superficie.
Por muy poco elegantes que fueran las imágenes capturadas en blanco y negro en Weymouth Bay, no dejó de ser un hecho sin procedentes, puesto que se había conseguido hacer la primera fotografía acuática sólo 20 años después de la primera fotografía normal, y casi 40 años antes de que se realizara la primera imagen de buceo.
Y es que no fue hasta el año 1893 cuando el científico francés Louis Boutan consiguió tomar la primera fotografía de buceo, gracias a la creación de una pequeña vivienda hermética para una cámara de dimensiones muy reducidas. En este caso, la medida del marco de la primera cámara submarina era de 5 por 7 pulgadas y tenía un tiempo de exposición de 30 minutos (no segundos).
Boutan se dio cuenta rápidamente de las limitaciones de la fotografía acuática a luz natural, razón por la cual propuso utilizar luz artificial para capturar imágenes submarinas. Por esta razón, pidió asistencia a los laboratorios de Banyuls-sur-Mer, Francia, para desarrollar un tipo de estroboscopio formado por una lámpara de alcohol en un barril lleno de oxígeno, sobre del cual se enviaba un golpe de magnesio para activar el flash. Es por eso que muchos especialistas consideran Boutan el creador del “flash submarino”.
La cámara del francés era un instrumento capaz de soportar la presión cero, que contaba con una vejiga de aire comprimible; esta estructura fue tan importante  que actualmente se continúa empleando. Además, es importante mencionar que Louis Boutan también participó en los diseños originales de los primeros equipos de buceo.
En la década de los 1920, William Harding Longley estaba estudiando peces, y esto causó una intriga en él, ya que decidió fotografiarlos, en su hábitat natural con la toma de imágenes a color. Esto no había sido realizado previamente. El método utilizado por Longley consistía en fotografiar objetos estacionarios como corales, anémonas y abanicos de mar. Aun así, esto requería de una exposición de más de 10 segundos y las imágenes resultaban oscuras. Al no obtener el resultado deseado, Longley optó por utilizar polvo de magnesio, una substancia altamente explosiva, para iluminar con más claridad bajo el agua, y así poder obtener las imágenes con mayor iluminación y color. Una vez reveladas las imágenes, éstas presentaban a los peces de una manera sumamente clara y colorida.
Las primeras cámaras fotográficas para uso subacuático, y comercializadas para la venta, aparecieron hacia el año 1960. Se trataba de una pequeña cámara, que tenía como nombre Calypso Phot y en cuyo desarrollo y comercialización tuvo una participación imprescindible un hombre cuya vida ha estado siempre relacionada con el mundo submarino, Jacques Yves Cousteau. Era una cámara anfibia de construcción muy resistente, resistente a la inmersión en agua hasta 40 m, de visor independiente no réflex y que producía error de paralaje (i.e.,no se ve exactamente lo que se fotografía). Esto se conseguía gracias a unas juntas tóricas de estanqueidad, que impedían la penetración del agua por las zonas móviles y articuladas del cuerpo de la cámara y de los objetivos. Estas cámaras se mantuvieron a la venta, con distintas versiones modernizadas y bajo el nombre de serie “Nikonos” -que abarcó desde la serie I hasta la V- hasta el año 2002, en que dejó de fabricarse el último modelo de la saga, la Nikonos V. Aún actualmente se pueden encontrar estas cámaras en el mercado de segunda mano.
Aunque la Nikonos ha sido el emblema de las cámaras anfibias, no ha sido la única, y otras empresas también han fabricado cámaras de este tipo, como la Motormarine de SEA & SEA, Canon, Minolta entre otras.
Con la aparición de la cámara réflex, se optó por una nueva solución. Construir cajas estancas (mediante juntas tóricas de estanqueidad) para introducir en ellas algunos modelos de cámaras réflex y poner en la superficie de la caja unos mandos que la atravesasen y nos permitiesen accionar los de la propia cámara fotográfica. Con esto se conseguían importantes avances en la realización de las fotografías, ya que además de la visión réflex (a través del propio objetivo de la cámara), se podían usar todos los automatismos que poseen estas cámaras y de los que carecían las cámaras anfibias. Esta es la forma en que se han venido realizando la mayoría de las fotografías subacuáticas, y aún se siguen haciendo actualmente, que se pueden ver publicadas en las revistas especializadas en temas submarinos. 
Sin embargo, en los últimos años, la popularización de la fotografía digital y el submarinismo ha propiciado la aparición de una enorme cantidad de cámaras fotográficas digitales de formato compacto, para muchas de las cuales se vende como accesorio una pequeña caja estanca que permite su uso bajo el agua hasta las profundidades en que se suele practicar el buceo deportivo. La popularización de este sistema fotográfico nadie la pone en duda, debido en gran parte a las ventajas que presenta sobre la fotografía química. Entre ellas cabe citar:
- Capacidad de tarjeta de memoria frente a los 36 fotogramas;
- Visualización inmediata de la fotografía realizada en la pantalla TFT que poseen estas cámaras;
- Mejor respuestas en condiciones fotográficas de baja luminosidad, algo habitual bajo el agua, lo que permite realizar fotografías sin "flash" o "de ambiente".

## Motivos fotográficos
En general, bajo el agua vamos a hacer tres tipos principales de fotografías:
- Fotografía de ambiente, en la que se intenta reflejar el aspecto general que ofrecen los distintos tipos de fondos marinos (e.g.,arrecifes coralinos, barcos hundidos, restos de construcciones humanas, praderas de algas, fondos arenosos). En este tipo de fotografía, se suele colocar una figura humana, para que ofrezca una idea de las proporciones de los distintos elementos que se pueden ver en la fotografía. 
- Fotografía de fauna, principalmente peces, aunque no exclusivamente, ya que en este tipo se pueden incluir desde multitud de especies de invertebrados hasta los grandes mamíferos marinos, reptiles como las tortugas y serpientes de mar o aves como los pingüinos, gaviotas, cormoranes,...
- Macrofotografía o fotografía de los pequeños animales que viven en el agua, o detalles de estos o de la vegetación marina es lo que se denomina fotografía de aproximación. Este es uno de los tipos más agradecidos de fotografía subacuática, ya que aún en malas condiciones fotográficas, con agua turbia, suele ser posible hacer estas fotografías, debido a que la distancia existente entre el objetivo de nuestra cámara y el objeto fotografiado es mínima, con lo que la turbidez del agua, si no es extrema, no es un impedimento insalvable.